# Sebucán
Un sebucán es un utensilio utilizado por los pueblos aborígenes de Venezuela y otras zonas del Caribe para extraer el cianuro de la yuca amarga.
Consiste en una herramienta de bejucos entrelazados que se cuelga de un gancho, se rellena de harina de yuca y se le da vueltas para extraer por goteo el ácido cianhídrico (conocido comúnmente como yare). En la cuenca Amazónica se le conoce como  tipiti. 

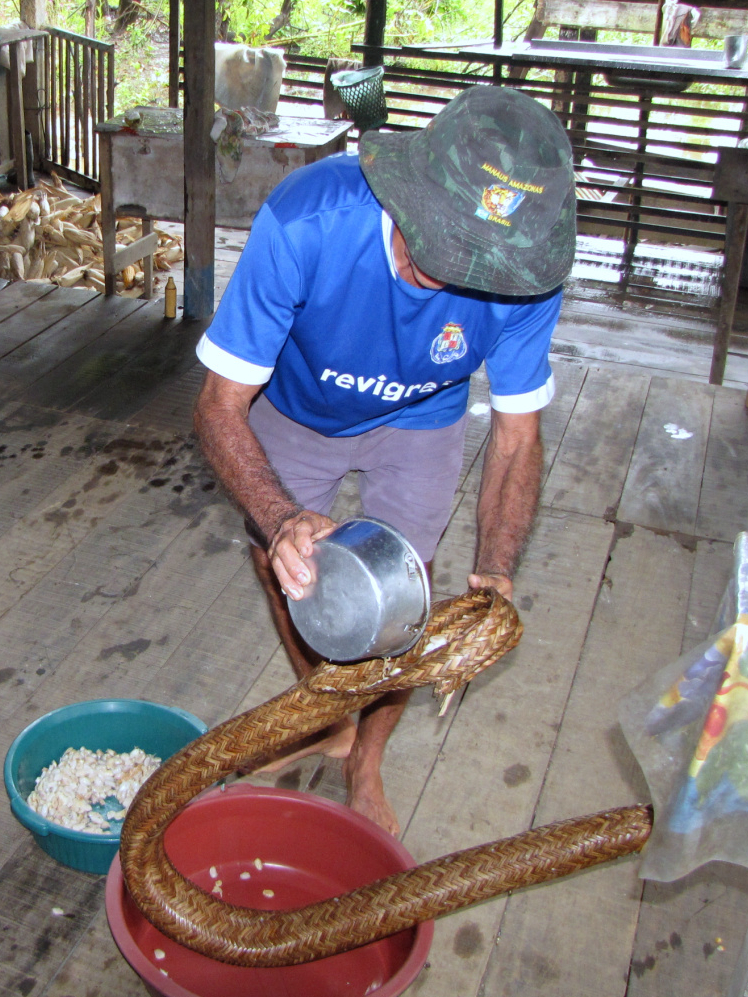
Un tipiti siendo rellenado.

El Sebucán es una Diversión Pascual originaria de los indígenas que poblaban la zona Guayanesa. Después de la Conquista, recibió aportes españoles en la forma del baile, y aportes africanos, en ritmo de la música. Del Oriente del país se extendió a casi todas las demás regiones, que comprende los estados Nueva Esparta, Estado Sucre, Monagas, Estado Anzoátegui.
La denominación de “Sebucán” proviene del utensilio de mismo nombre que se usa para prensar y extraer el líquido venenoso de la yuca amarga en la preparación del casabe. Su relación con la Diversión radica en que el baile se tejen cintas con la misma técnicas con que se entretejen las fibras para trenzar el Sebucán. Consiste en tejer y destejer doce cintas de colores que penden de la parte superior de un mástil de madera. Cada uno de los bailadores y bailadoras sostiene la punta de una cinta y avanza alrededor del palo para trenzarlas y después destrenzarlas. En su ejecución los componentes, hombres y mujeres, pasan por el lado derecho del bailarín que tienen al frente y, luego, por el lado izquierdo del siguiente, y de esa manera las cintas se van entrelazando o imitación del tejido básico del Sebucán.

## El Sebucán en Mariara
Muchos lugares en el mundo tienen su folklor propio pero el Sebucán ha logrado ser uno de los tantos preferidos:
- El Sebucán en Mariara-  Estado Carabobo.

- Datos: Q6123060